# Ашур, Хабиб
Хабиб Ашур (араб. الحبيب عاشور‎) (родился 25 февраля 1913 в городе Аббассия на островах Керкенна — 14 марта 1999) — тунисский профсоюзный лидер. Вице-президент Международной конфедерации свободных профсоюзов.
Был одним из ближайших сторонников Хабиба Бургиба, который в 1956 году привел Тунис к независимости.
В 1946 году Ашур был одним из основателей «Всеобщего тунисского объединения труда» (ВТОТ). 5 августа 1947 года был ранен во время сражения повстанцев с французскими войсками. Несколько раз был арестован и заключен в тюрьму, как до, так и после независимости Туниса в 1956, в том числе после всеобщей забастовки в «Чёрный четверг» 26 января 1978 года. Был трижды президентом ВТОТ: 1963—1965, 1970—1981 и 1984—1989. В 1956 году кратковременно откололся от ВТОТ, проиграв на VI съезде борьбу за пост генерального секретаря Ахмеда Бен Салаха и создав конкурирующий Тунисский профсоюз рабочих.